# La ricerca della lingua perfetta nella cultura europea
La ricerca della lingua perfetta nella cultura europea è un'opera di Umberto Eco in cui sono discusse la storia della linguistica, i concetti di lingua perfetta, di confusione delle lingue e le soluzioni teorizzate o create. L'autore si esprime in favore dell'esperanto.

## Contenuto dell'opera
Il saggio tratta un argomento in genere ma ingiustamente ritenuto marginale nella storia delle idee.
L'autore utilizza il mito della Torre di Babele come paragone per collegare le pratiche linguistiche a quelle sociali. Ponendo l'accento sul fatto che la ricerca di una lingua perfetta non sia mai stata priva di motivazioni ideologiche, l'autore espone alcuni pareri contrari all'idea, ed indica che la ricerca di una lingua ausiliaria internazionale, come ad es. l'esperanto, sia un progetto più realistico che non la ricerca di una lingua "perfetta".
L'autore afferma con soddisfazione che questa "ricerca" dal risultato impossibile abbia portato ad alcuni utili risultati collaterali (per es. nei campi della tassonomia delle scienze naturali, della sistematica, della notazione scientifica, della linguistica comparativa, della codificazione delle lingue formali, dell'intelligenza artificiale ecc.); ma che oggi non sia più sostenibile in quanto si fonda su propositi utopistici.
Vengono dedicati lunghi passaggi a Dante, Lullo, Athanasius Kircher, vari autori del XVII secolo e altri meno conosciuti di tempi più recenti.
Secondo l'autore il contemporaneo progetto di un'Europa politicamente e culturalmente unificata fornisce la prospettiva per una più seria presa in considerazione dell'argomento.

## Suddivisione dell'opera
- 1. Da Adamo alla "confusio linguarum"
- 2. La pansemiotica cabalistica
- 3. La lingua perfetta di Dante
- 4. L'Ars magna di Raimondo Lullo
- 5. L'ipotesi monogenetica e le lingue madri
- 6. Cabalismo e lullismo nella cultura moderna
- 7. La lingua perfetta delle immagini
- 8. La lingua magica
- 9. Le poligrafie
- 10. Le lingue filosofiche a priori

- 11. George Dalgarno
- 12. John Wilkins
- 13. Francis Lodwick
- 14. Da Leibniz all'encyclopédie
- 15. Le lingue filosofiche dall'illuminismo ad oggi
- 16. Le lingue internazionali ausiliarie
- 17. Conclusioni
- Bibliografia
- Indice dei nomi